# Bruno Guillermin
Pour les articles homonymes, voir Guillermin.
Bruno Francisque Guillermin, né le 6 octobre 1878 à Montrevel (Isère) et mort le 15 décembre 1947 à Lyon 1er, est un peintre français.

## Biographie
Bruno Guillermin a d’abord travaillé à Valence, chez un décorateur ami de son frère, puis pendant huit années à Lyon chez un autre décorateur de talent, Bardet. Entre des travaux de décoration – qui expliquent son goût pour les motifs floraux - il pratique l'art de la peinture. Grand travailleur, il traite avec le même bonheur la fleur, le paysage, la nature morte ou le portrait.
Il a travaillé avec le portraitiste François Guiguet. Comme lui, il porte un soin particulier à l’unité de la lumière, celle de « faire en volume », quoique plat[pas clair]. Il peint des paysages, des portraits et des fleurs. Ses tableaux de fleurs ont une parenté avec ceux de Félix Vallotton, dans une lumière froide typique de la manière de ce peintre suisse[Interprétation personnelle ?].
Bruno Guillermin a décoré le plafond de la Brasserie Georges à Lyon, ainsi que le dôme et une chapelle de la basilique Notre-Dame de Fourvière, dédiée à l'Immaculée Conception. Il a également décoré le théâtre d'Annecy et, à Valence, la salle municipale des fêtes.
En 1937, Bruno Guillermin a reçu le prix de la Société lyonnaise des beaux-arts, dont le but est de récompenser une des œuvres les plus méritoires du Salon. Il fut membre sociétaire de la Société nationale des beaux-arts de Paris.

## Collections publiques
- Lyon :
  - Brasserie Georges (1924-1926) : décor de la salle dans le style Art déco, dont le plafond représentant quatre scènes champêtres sur le thème des Moissons, Vendanges, Eau, Bière, avec de grands motifs géométriques et de grands bouquets de roses. Huile sur enduit, 335 × 400 cm. Un autre motif décoratif orne l'arrière-salle qui servait jadis de salle de billard[2].
  - basilique Notre-Dame de Fourvière : panneaux décoratifs pour le dôme et la chapelle
  - église de l'Immaculée-Conception : fresque du Sacré-Cœur
- Annecy, théâtre d'Annecy : décor
- Valence, hôtel de ville, salle municipale : décor

## Salons
Bruno Guillermin a exposé à la Société lyonnaise des beaux-arts entre 1880 et 1933, et à la Société nationale des beaux-arts de Paris autour de 1944.
- 1935 : Salon des beaux-arts de Lyon, Paysage de l'Isère, huile sur toile
- 1937 : Salon des beaux-arts de Lyon, il obtient le prix de la Société des beaux-arts de Lyon
- 1938 : Salon des beaux-arts de Lyon, Intérieur, huile sur toile[4]